# پایگاه هوایی ارتشی استانبول سماندیرا
پایگاه هوایی ارتشی استانبول سماندیرا (به انگلیسی: Istanbul Samandıra Army Air Base) (به زبان بومی: İstanbul Samandıra Kara Hava Üssü) یک فرودگاه نظامی است که یک باند فرود بتن دارد و طول باند آن ۱۳۷۲ متر است. این فرودگاه در شهر استانبول کشور ترکیه قرار دارد و در ارتفاع ۱۲۳ متری از سطح دریا واقع شده‌است.